# ブリタニア・ホテルズ
ブリタニア・ホテルズ (Britannia Hotels) は、イギリスを拠点とするホテル会社で、2013年2月現在、イギリス全国の42か所でホテルを経営している。
本チェーンは、宿泊客による悪評、また雑誌やテレビ番組でのスクープによって「英国最悪のホテルチェーン」として知られており、安全性の軽視や衛生管理の欠如によって訴訟・刑事告訴に至ったケースも数多く存在する。

## 概要
ブリタニア・ホテルズは、1976年にマンチェスターのディズベリ (Didsbury) にあったブリタニア・カントリー・ハウス・ホテルを買収して創業した。本社は、グレーター・マンチェスター（マンチェスター大都市圏）のヘイル (Hale) にある、かつての町役場の建物に置かれている。
ブリタニア・ホテルズは、ホテルを新規に建設することはせず、既存のホテルやリゾート施設を買収し、可能な場合には従前のホテルの特徴も保全して改装、更新し、自社のホテルとして経営する(居抜き)方針をとっている。また、ホテルではなかった施設をホテルに改修する例もある。

## 悪評・不祥事
本ホテルチェーンは消費者団体"Which?"の年次調査において、「英国最悪のホテルチェーン」に2012年度から10年連続で選ばれ続けている。トラベルライターのガイ・ホブズは、本ホテルチェーンについて「なんとしても避けるべき」惨状であると述べている。
具体的には、以下のような問題・不祥事が発生している。

### 事故・安全性の問題
サウスポートのプリンス・オブ・ウェールズ・ホテルでは手すりが腐食によって崩壊し、宿泊客が6フィート(1.88m)の高さから転落して重傷を負った。2021年、セフトンの治安判事裁判所は、安全対策の欠如を理由に、ブリタニア・ホテルズに対して8万ポンドの罰金の支払いを命じた。
2021年6月、リヴァプールのブリタニア・アデルフィ・ホテルに宿泊していた21歳の女性が、不十分な固定のために転倒してきた箪笥(ワードローブ)に押しつぶされて死亡した。
2022年11月、フォークストンのグランド・バースティン・ホテルでホテル玄関上部の壁面が崩壊し、付近にいた2名が破片の落下により軽傷を負った。

### 衛生問題
ブリタニア・ホテルの一部の施設は、英語の旅行情報サイトであるトリップアドバイザーで「イギリスで最も汚い部類のホテル」と評されており、宿泊客による訴訟に発展したケースも存在する。特に。ストックポートのブリタニア・ホテル、リヴァプールのアデルフィ・ホテル、スカーブラのグランド・ホテルなどは、BBCによる「汚いホテル」の調査報道番組でも取り上げられた。
特にアデルフィ・ホテルに関しては、衛生検査における度重なる問題発覚、および改善の見通しが立たないことにより、2017年には食品安全規則に違反したとしてリヴァプール市当局から232,500ポンドの罰金が課されるまでに至っている。

### スキャリスブリック・ホテルでの事例
2013年にサウスポートのスキャリスブリック・ホテルを買収した際、ブリタニアは次のような「改革」を矢継ぎ早に行った。
・スタッフの半分を解雇する(その中には、産休中や病気療養中の者も含まれていた)
・人員不足の埋め合わせのため、給与の低い東欧系の移民労働者を雇用する
・地元の食肉加工業者との取引を打ち切り、代わりに「原産地不明の、解凍した輸入肉」を使用するようレストランの調理師に要求する
これらの「改革」は元従業員からの告発を受け、少なからず議論を呼んだが、メディアからの問い合わせに対し、ブリタニア・ホテルズは一切の回答を拒否した。

## ホテル一覧表
2022年12月現在、同社は63件のホテルを経営している。その一覧は以下の通り。
| ブランド名           | 所在地 | 合計 | 備考 |
| -------------------- | --- | ---- | ---- |
| ブリタニア・ホテルズ | - Aberdeen - Birmingham - Bolton - Bournemouth - Coventry - Coventry Hill - Edinburgh - Glasgow - Leeds - Leeds Bradford Airport - London (Hampstead) - Manchester - Manchester Airport - Manchester Country House - Newcastle Airport - Nottingham - Stockport - Wigan - Wolverhampton | 19   |      |
| エアポート・イン     | - Gatwick Airport - Manchester | 2    |      |
| グランド・ホテル     | - Blackpool - Llandudno - Gosforth Park - Scarborough - Sunderland | 5    |      |
| 総計                 | 総計 | 26   |      |

| ブランド名           | 所在地                                                                            | 合計 | 備考 |
| -------------------- | --------------------------------------------------------------------------------- | ---- | ---- |
| Aviemore             | Coylumbridge Aviemore Hotel                                                       | 1    |      |
| Basingstoke          | Country Hotel                                                                     | 1    |      |
| Birmingham           | Bromsgrove Hotel                                                                  | 1    |      |
| Blackpool            | - Metropole Hotel - Norbreck Castle Hotel - Savoy Hotel                           | 3    |      |
| Bournemouth          | - Carrington House Hotel - Heathlands Hotel - Roundhouse Hotel - Royal Bath Hotel | 4    |      |
| Brighton             | Royal Albion Hotel                                                                | 1    |      |
| Buxton               | Palace Hotel                                                                      | 1    |      |
| Coventry             | - Royal Court Hotel                                                               | 1    |      |
| Eastbourne           | Cavendish Hotel                                                                   | 1    |      |
| Folkestone           | Grand Burstin Hotel                                                               | 1    |      |
| Gatwick              | - Europa Gatwick Hotel - Gatwick Lodge - Russ Hill Hotel                          | 3    |      |
| Kingston upon Hull   | Royal Hotel                                                                       | 1    |      |
| Leeds                | Hollins Hall Hotel                                                                | 1    |      |
| Liverpool            | Adelphi Hotel                                                                     | 1    |      |
| London               | International Hotel                                                               | 1    |      |
| Manchester           | - Ashley Hotel - Britannia Country House Hotel - Sachas Hotel                     | 3    |      |
| Market Bosworth      | Bosworth Hall Hotel                                                               | 1    |      |
| Norwich              | Sprowston Manor Hotel                                                             | 1    |      |
| Peterhead            | Waterside Hotel                                                                   | 1    |      |
| Prestwick            | Adamton Country House                                                             | 1    |      |
| Runcorn / Warrington | Daresbury Park Hotel & Spa                                                        | 1    |      |
| Scarborough          | - Clifton Hotel - Royal Hotel                                                     | 2    |      |
| Southampton          | Meon Valley Hotel                                                                 | 1    |      |
| Southport            | - Prince of Wales Hotel - Scarisbrick Hotel                                       | 2    |      |
| Stoke on Trent       | North Stafford Hotel                                                              | 1    |      |
| Torquay              | Trecarn Hotel                                                                     | 1    |      |
| 総計                 | 総計                                                                              | 37   |      |

## その他
1980年代半ば、ブリタニア・ホテル・グループの所有者アレックス・ロングサム (Alex Langsam) は、イギリス指定建造物第2級に指定されているマンチェスターのロンドン・ロード消防署 (London Road Fire Station) を取得した。この建物をホテルとオフィスにする改修計画が提出されたが、計画は遅れた。2006年、イングリッシュ・ヘリテッジは危険に晒されている歴史的建造物としてこの建物を登録した。市当局は強制買い上げの手続きをとろうとしたが、この申し立ては2011年11月29日に政府に却下された。
2004年、グランド・ホテル・グループ (Grand Hotels Group) がリゾート・ホテル4施設をブリタニア・ホテルズに売却した。
2006年、ブリタニアは創立30周年を迎え、30番目のホテルとしてブリタニア・ボーンマスをチェーンに加えた。また、2012年の時点で、ブリタニア・ホテルズは39施設を所有していた。
2007年、ブリタニア・マンチェスターとリヴァプールのアデルフィ・ホテルが改装された。
2008年には、リヴァプールの欧州文化首都行事の一環として、6月30日から8月2日までリバプール・プレイハウス (Liverpool Playhouse) で、アデルフィ・ホテルを題材としたフィル・ウィルモット (Phil Willmott) 作・演出のミュージカル『Once Upon A Time At The Adelphi』が上演された。
2011年1月、同社は財産管理下にあったポンティンズ (Pontins) のキャンプ場チェーンを買収したが、雇用問題・安全対策・衛生管理などの問題が続出した。この事例以外でも、ブリタニアによる買収には議論を呼んだ例があった(詳細については、「悪評・不祥事の項を参照のこと」)。